# Сливенски минерални бани
Сливенските минерални бани са балнеолечебен курорт с национално значение, разположен на 13 км югозападно от Сливен. Известни са още като Джиновски бани.
Понастоящем административният им статут е на селищно образувание с местно значение, в землището на село Злати войвода. Изградена е материално-техническа база, която включва балнеолечебници, почивни станции, плувни басейни. Има останки от древна римска баня.
Сливенската минерална вода е гореща с температура 48 градуса и дебит 17 л/сек. Тя е нискоминерализирана (1,986 г/л), натриево/калциево-сулфатно/ хидрокарбонатна, леко флуорна (4,2 мг флуор в литър). Съдържа 27 мг колоидарна метасилициева киселина в литър, но е с неутрална реакция (рН 6,8), поради съдържание на СО2 (287 мг/л). Общата водна твърдост е 20,8 Н. Сливенската минерална вода съдържа над 19 минерала и има широк профилактичен и лечебен ефект. Оказва общоукрепващо и противовъзпалително действие върху организма, подобрява кръвооросяването и премахва токсините. Подходяща е за лечение на заболявания на опорно-двигателния апарат, на периферната нервна система, стомашно-чревни, жлъчно-чернодробни и бъбречно-урологични заболявания.
Тук се намира единственият санаториум на Балканския полуостров, в който се прави т. нар. „субаквална вана“. Чрез нея се правят лечебни промивки на червата. Минералната вода прочиства всички чревни шлаки и токсини.